# Merlia tenuis
Merlia tenuis är en svampdjursart som beskrevs av Kazuo Hoshino 1990. Merlia tenuis ingår i släktet Merlia och familjen Merliidae.
Artens utbredningsområde är havet kring Japan. Inga underarter finns listade i Catalogue of Life.